# Blood knot

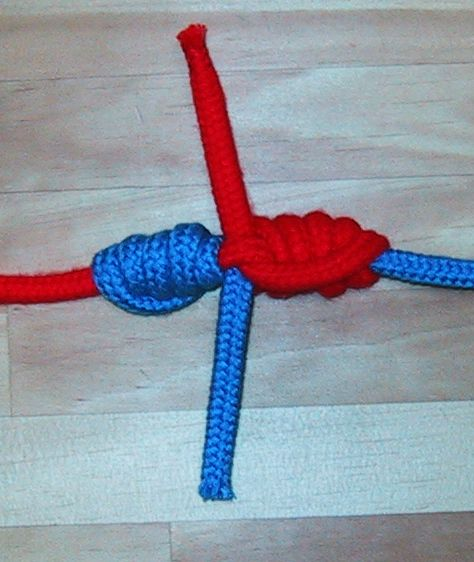

Un blood knot (littéralement « nœud de sang ») est un type de nœud ressemblant au nœud baril.

## Utilisation
Le blood knot est utilisé en pêche pour joindre des sections de ligne en nylon monofilament. Ce type de nœud préserve une grande partie de la force de la ligne contrairement à d'autres types de nœuds. En pêche à la mouche, cela permet, en raccordant plusieurs fils de diamètre différent, de construire un fil dont le diamètre diminue progressivement. La ligne de la mouche plombée est jointe au bout du plus fort diamètre et la mouche ou le crochet à l'extrémité du plus petit diamètre. L'inconvénient principal du blood knot est sa difficulté de réalisation.

## Réalisation

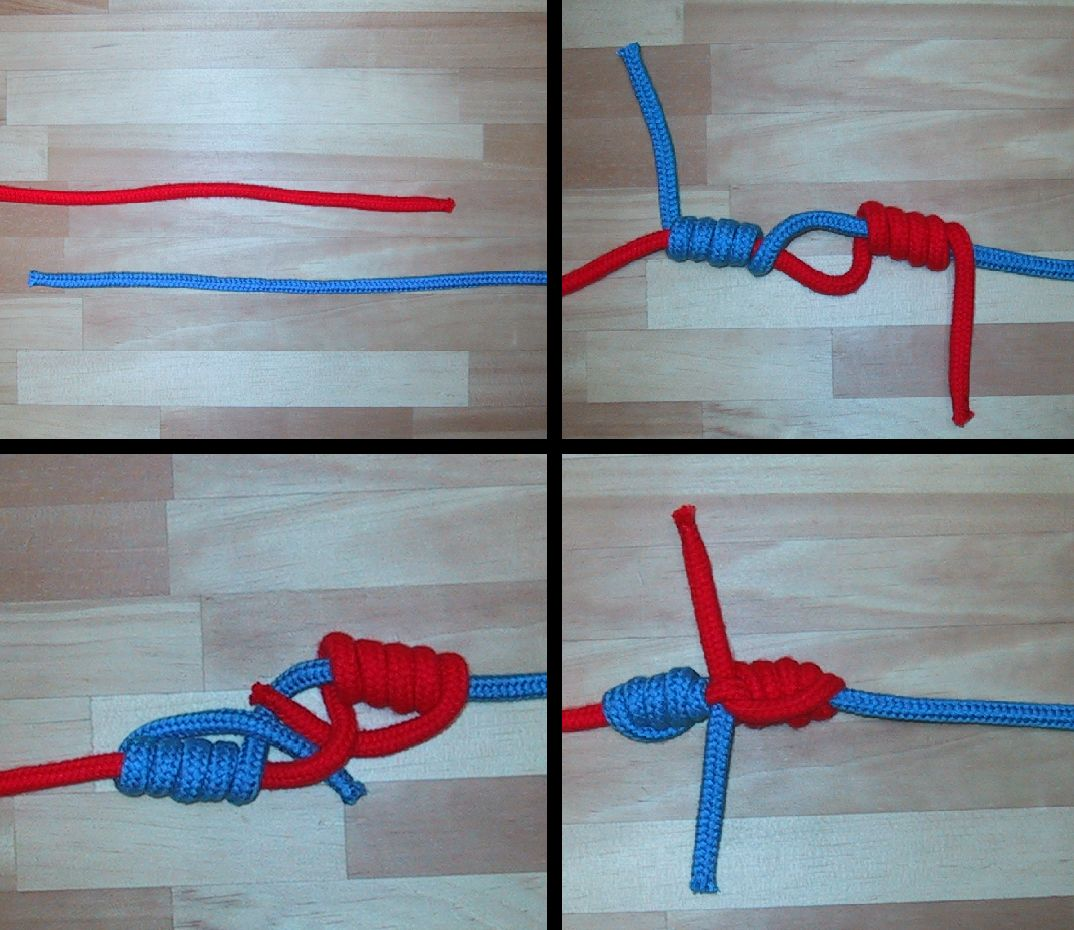
Nœud Blood étape par étape

Pour réaliser un blood knot, les deux lignes sont positionnées en sens opposé et chevauchées sur 6 à 8 cm. L'extrémité de chaque ligne est alors enroulée 4 à 6 fois autour de l'autre ligne puis repassée dans la boucle formée entre les lignes puis de nouveau vers la boucle arrière (cette dernière étape ne figure pas sur les images ci-contre).